# 許智超
許智超（1974年5月1日—）為臺灣籃球教練、前運動員，生於臺北縣永和市（今新北市永和區）。許智超離開竹林國小以後升學至永和國中，並開始打籃球，就讀南山商工三年級時當選亞青男籃賽國手，大學透過甄試進入中國文化大學。許智超讀高中時即效力社會組球隊中國石油，球隊解散後被延攬到臺灣銀行。1995年7月21日，大三的許智超加入中華職籃中興虎（達欣工程前身）。1997年許智超首次當選成人隊國手，同年入伍服兩年役，之後打了兩季超級籃球聯賽就轉任助理教練，2011年8月出任金門酒廠總教練，隔年7月重返達欣工程接下總教練職務，2015年7月許智超再次出任金門酒廠總教練，2016年7月成為臺灣銀行總教練。

## 個人生活
1997年許智超到國立體育大學運動教練研究所攻讀碩士。2018年12月許智超取得蘇州大學體育學院教育學博士學位。
許智超的父親許丕謀也曾是籃球運動員。許智超在就讀南山商工時認識妻子劉燕霜，兩人於2001年1月6日訂婚，1月21日步入禮堂。2023年8月許智超被人從《記者爆料網》爆料與前電信女籃球員吳玫錦出軌多年，以及2018年曾與美商精油主管何獻葳出遊柬埔寨。2023年11月新北地方法院判決吳玫錦需賠償劉燕霜新臺幣30萬元，認定吳玫錦侵犯配偶權。2023年12月劉燕霜向《CTWANT》透露許智超2023年4月曾與喬姓前三鐵國手開房間，以及2023年11月找友人持棍棒毆打兒子。2024年10月新北地方法院判決許智超需賠償吳玫錦丈夫新臺幣30萬元。

## 外部連結
- 許智超在中国男子篮球职业联赛官網
- 許智超在Eurobasket.com（球員）（英语）
- 許智超在Eurobasket.com（教練）（英语）
- .   [2024-01-09]. （原始内容存档于2023-12-17）.